# Серхио Гојкочеа
Серхио Гојкочеа (шп. Sergio Javier Goycochea; рођен 17. октобра 1963. у Буенос Ајресу, Аргентина) је бивши аргентински голман. Најпознатији је по томе што је својим одбранама током извођењем пенала помогао својој Аргентини да дође до финала Светског првенства у фудбалу 1990. 

## Каријера
Гојкочеа је био замена за Нерија Пумпида и у Ривер плејту и у репрезентацији Аргентине. Велику шансу је добио на Светском првенству 1990. када је Пумпидо сломио ногу на другој утакмицу Аргентине у групи против Совјетског Савеза, Гојкочеа је искористио шансу и остао голман тима до краја турнира. У нокаут фази, Гојкочеа је ефикасно одиграо огромну улогу у остајању Аргентине на турниру. Сачувао је мрежу у победи над Бразилом од 1:0 у другом колу и спасао пенале у четвртфиналним и полуфиналним победама против Југославије и Италије. Такође је био близу спасавања победничког пенала Андреаса Бремеа у финалу Светског првенства 1990. против Немачке, које је Аргентина изгубила 1:0. Изабран је за голмана Алстар тима светског купа. Осврћући се на турнир 1990, Гојкочеа је рекао за ФИФА.com „По мом мишљењу, као да смо ионако поново били светски прваци“.
Ел Гоjo, како му је био надимак. је такође играо неколико месеци 1991. године за тим Стад Брест 29 из Бреста у региону Бретања у Француској, који је тада играо под именом Брест Арморик, а био је у другој француској лиги и укључивао је играче Давида Гинолу, Корентина Мартинса и Стефана Гвиварча . Ипак, тим је банкротирао у новембру исте године, премештен је у трећу лигу и изгубио статус професионалног тима.
Са репрезентацијом, Гојкочеа је такође освојио Копа Америка 1991., Куп конфедерација ФИФА-е 1992, трофеј Артемио Франчи 1993. и Копа Америка 1993. године. Поводом тог Копа Америка турнира 1993, Гојкочеа се појавио у телевизијским рекламама за Пепси промоцију одељења ПепсиКо-а у Гвајакили. Такође је неколико година касније био на телевизијским рекламама за фудбалску одећу Адидас.
Његово презиме, Гојкочеа (Goycochea), написано без е, али које други људи исте генеалогије пишу као Гојкочеа (Goycoechea), потиче од баскијског презимена Гоикоеткеа (Goikoetxea) што значи највиша кућа (од гоико од „врха” и етке „кућа”). Серхио се често звали, надимак, као Ел Васко, али и Ел Гојко.
Гојкочеа се после активног бављења фудбалом пребацио у новинаре и уређује Елеганте Спорт (аргентински канал 7) и сарађивао је са Диегом Марадоном у Ла ноче дел Дијез.

### Репрезентација
| Аргентина | Аргентина | Аргентина |
| Година    | Утак.     | Гол.      |
| --------- | --------- | --------- |
| 1987      | 1         | 0         |
| 1988      | 0         | 0         |
| 1989      | 0         | 0         |
| 1990      | 7         | 0         |
| 1991      | 13        | 0         |
| 1992      | 4         | 0         |
| 1993      | 16        | 0         |
| 1994      | 3         | 0         |
| Укупно    | 44        | 0         |